# چیگازاکیکان
چیگازاکیکان (انگلیسی: Chigasakikan) یک ریوکان (مسافرخانه) واقع در چیگاساکی، کاناگاوا، ژاپن است. این ریوکان خود را به عنوان یکی از معدود ریوکان‌های ساحلی باقیمانده در منطقه شونان ن برای حفظ فضای آن عصر توصیف می‌کند، زمانی که چنین تأسیساتی فراوان بود، و آن را به بخش مهمی از تاریخ فرهنگی منطقه شونان تبدیل کرد.

## بررسی اجمالی
چیگازاکیکان درهای خود را در سال ۱۸۹۹ افتتاح کرد و به‌عنوان بازمانده‌ای نادر از بسیاری از ویلاهای سنتی و خانه‌های تفریحی که قبلاً در منطقه خلیج شونان بودند، برقرار مانده‌است. کارگردانان فیلم مانند یاسوجیرو اوزو و کانتو شیندو، برخی از بسیاری از کسانی بودند که به‌طور منظم از این منطقه به عنوان خانه در تعطیلات خود استفاده می‌کردند.